# Pouteria fimbriata
Pouteria fimbriata är en tvåhjärtbladig växtart som beskrevs av Charles Baehni. Pouteria fimbriata ingår i släktet Pouteria och familjen Sapotaceae. Inga underarter finns listade i Catalogue of Life.